# Faustyn Ładosz
Faustyn Ładosz (ur. 15 maja 1905 w Międzylesiu, zm. 20 stycznia 1978) – polski działacz partyjny i państwowy, I sekretarz Komitetów Miejskich PPR/PZPR w Bytomiu i Poznaniu, podsekretarz stanu w Ministerstwie Poczt i Telegrafów (1950–1955) oraz Ministerstwie Łączności (1955–1965).

## Życiorys
Syn Ignacego. Pracował przed wojną jako technik telefoniczny, później jako kierownik bursy w Bytomiu (1946–1947). Od 1945 działał w Polskiej Partii Robotniczej, w 1948 przekształconej w Polską Zjednoczoną Partię Robotniczą, był delegatem na I (zjednoczeniowy) i IV Zjazd PZPR. Zajmował stanowiska I sekretarza Komitetu Miejskiego PPR w Bytomiu (1946–1947) i Poznaniu (1947–1949, od grudnia 1948 PZPR). W 1949 został II sekretarzem Komitetu Wojewódzkiego PZPR w Poznaniu ds. propagandy, zajmował też stanowisko wiceprezesa Wielkopolskiego Związku Śpiewaczego. W latach 1964–1968 członek Komitetu Centralnego PZPR, zasiadał wówczas także w Centralnej Komisji Rewizyjnej. Od kwietnia 1950 do marca 1955 pełnił funkcję podsekretarza stanu w Ministerstwie Poczt i Telegrafów, a od marca 1955 do listopada 1965 w Ministerstwie Łączności.
W 1963 wyróżniony tytułem członka honorowego Polskiego Związku Filatelistów.